# (2029) Binomi
(2029) Binomi est un astéroïde de la ceinture principale découvert le 11 septembre 1969 par l'astronome suisse Paul Wild à l'observatoire Zimmerwald près de Berne en Suisse. Sa désignation provisoire était 1969 RB.
Wild le nomma ainsi en raison de l'erreur qu'avait commise l'un de ses étudiants lors d'un examen d'astronomie. Ce dernier avait en effet raconté qu'un mathématicien du nom de Binomi avait inventé l'équation binomiale. Le véritable inventeur est honoré par (2034) Bernoulli.